# كاتياليت
كاتياليت (حديد(هيدروجين2زرنيخأكسجين4)3·5H2O) هو معدن من الزرنيخ الحديدي ويوجد في فنلندا.